# 新潟県道373号向山西山停車場線
新潟県道373号向山西山停車場線（にいがたけんどう373ごう むこうやまにしやまていしゃじょうせん）は、新潟県柏崎市内を通る一般県道である。

## 概要

### 路線データ
- 起点：新潟県柏崎市西山町浜忠（国道352号・国道402号交点）
- 終点：西山停車場（新潟県柏崎市西山町和田字長詰）

## 地理

### 通過する自治体
- 新潟県柏崎市

### 接続する道路
- 国道352号・国道402号（北陸道）（起点：柏崎市西山町浜忠）（「国道352号」・「国道402号」重複区間）
- 新潟県道279号椎谷礼拝停車場線（柏崎市西山町鎌田地内で重複）
- 新潟県道369号黒部柏崎線（柏崎市西山町西山地内（「西山郵便局」西方 - 「西山駅」北方）で重複）
- 新潟県道147号西山停車場線（柏崎市西山町西山（「西山駅」北方） - 「西山駅」前（終点）で重複）
- （終点：柏崎市西山町和田字長詰、「西山駅」前）

### 周辺
- JR越後線 西山駅
- 柏崎市立二田小学校
- 第四北越銀行 西山支店
- 西山郵便局
- 京和工業 柏崎工場（クレーン製造業）
- 長浜海水浴場
- 観音岬

## その他
- 路線名の「向山（むこうやま）」は、起点付近の地名（新潟県柏崎市西山町大崎字向山）に由来する。